# Buhle Mkhwanazi
Buhle Mkhwanazi, né le 1er février 1990 à Bloemfontein, est un footballeur international sud-africain. Il évolue actuellement à Bidvest Wits.

## Biographie

### En club
Après avoir commencé le football à School of Excellence et Bidvest Wits, il rejoint la formation de Mamelodi Sundowns. Il y commence sa carrière professionnelle en 2010 et joue son premier match le 20 août en MTN 8 face à l'Ajax Cape Town (défaite 1-1 5-4).
En août 2011, il est prêté à Bloemfontein Celtic. Il fait sa première apparition le 16 octobre contre Free State Stars (victoire 1-0). 
Il est également prêté pour la saison 2012-2013, à University of Pretoria, promu de National First Division. Il joue son premier match le 12 août face à Maritzburg United (1-1). À l'issue de la saison, il s'engage définitivement avec le club. 
Depuis juillet 2014, il évolue à Bidvest Wits. Il fait ses débuts en MTN 8 le 1er août contre Bloemfontein Celtic (victoire 0-0 5-4). Il marque son premier but en professionnel le 26 octobre en Telkom Knockout, lors d'une victoire 3-0 face à Moroka Swallows. En 2016-2017, il remporte la Premier Soccer League ainsi que la MTN 8. Lors de la saison suivante, il remporte le Telkom Knockout.

### En sélection
Il reçoit sa première sélection en équipe d'Afrique du Sud le 13 juillet 2013, lors de la Coupe COSAFA 2013 contre la Namibie (victoire 2-1). 
Il participe ensuite au Championnat d'Afrique des nations 2014 et à la Coupe d'Afrique des nations 2019.

## Palmarès

### En club
- Premier Soccer League
  - Champion : 2016-2017
  - Vice-champion : 2015-2016[10]
- Telkom Knockout
  - Vainqueur : 2017
- MTN 8
  - Vainqueur : 2016

### En sélection
- Coupe COSAFA
  - Troisième : 2013